# 琴浦パーキングエリア
琴浦パーキングエリア（ことうらパーキングエリア）は、鳥取県東伯郡琴浦町の山陰自動車道にあるパーキングエリアである。道の駅琴の浦（みちのえき ことのうら）として運営されている。琴の浦インターチェンジ（ことのうらインターチェンジ）を併設する。

## 概要
- 施設・駐車場は上り線側（鳥取方面）、下り線側（米子・松江方面）共通で道路の北側に位置し、下り線は本線をオーバークロスする構造となっている。そのため、Uターンが可能である。
- 琴浦PA供用後、PA内に物産館ことうらがオープンした。さらに一般道側にも駐車場が設置され道の駅琴の浦として一体的に再整備された。一般道（琴浦町道（赤碕）1号別所東線）からの利用も可能としている。
- 本線部と一般道部が接続され、琴の浦インターチェンジとして供用開始された。琴浦町はゲートウェイ型である道の駅琴の浦と当駅から1km以内にある地域センター型の道の駅ポート赤碕を連携させ、地域活性化を図るとしている[1][2]。琴の浦ICおよび山陰本線との踏切（別所第3踏切）は大型等（大型自動車、特定中型自動車および大型特殊自動車）および全長9mを超える車両の通行が禁止されている。

- PAであるが、ガソリンスタンド[3]が設置されていないことを除けば、一般的なSAと同等の施設を持つ。

## 道路
- E9 山陰自動車道（東伯中山道路）

## 沿革
- 2011年（平成23年）2月27日 : 大栄東伯IC - 赤碕中山IC間開通に伴い供用開始。
- 2011年（平成23年）10月14日 : 「物産館ことうら」がオープン。
- 2017年（平成29年）4月29日 : 当パーキングエリアを含めて「道の駅琴の浦」として一体的に整備される[4][5]。それに伴い、一般道側にも駐車場が設置され、一般道からの利用も可能とした。
- 2019年（平成31年）4月27日 : 琴の浦ICが供用開始[6]。平成の日本において最後に開設された高速道路のインターチェンジとなった。

## 施設

### 上下線共用
- 駐車場
  - 小型車 : 111台
  - 大型車 : 35台
  - 二輪車 : ?台
  - 身体障害者用 : 2台
- トイレ
  - 男性 : 17器
    - 大 : 4器（和式 : 1器・洋式 : 3器）
    - 小 : 13器（大人用 : 12器・男児用 : 1器）

  - 女性 : 15器（和式 : 3器・洋式 : 11器・同伴の男児用小便器 : 1器）
  - 身体障害者用 : 1器
- 物産館ことうら（各9:00 - 18:00）（定休日 : 12月31日 - 翌年1月2日）[7]
  - JA鳥取中央直売店　あぐりポート琴浦2号店（農産物、畜産物、加工品 他）
  - 赤碕町漁協　鮮魚直売センター（鮮魚、活魚、海産物 他）
  - 琴浦うまいもんや（菓子、乳製品、蒲鉾 他）
  - 伯耆光水（延命水、焼きそば 他）
- 道路・観光情報棟
  - 琴浦町観光協会
  - ハイウェイ情報ターミナル

### 一般道
- 駐車場

## 隣
E9 山陰自動車道
(10) 琴浦東IC - (10-1) 琴浦PA/琴の浦IC - (11) 琴浦船上山IC